# Sworowo
Sworowo – wieś w Polsce położona w województwie wielkopolskim, w powiecie rawickim, w gminie Pakosław.
W okresie Wielkiego Księstwa Poznańskiego (1815-1848) miejscowość wzmiankowana jako Sworowo należała do wsi większych w ówczesnym pruskim powiecie Kröben (krobskim) w rejencji poznańskiej. Sworowo należało do okręgu sarnowskiego tego powiatu i stanowiło odrębny majątek, którego właścicielem był wówczas (1846) Czarnecki. Według spisu urzędowego z 1837 roku Sworowo liczyło 229 mieszkańców, którzy zamieszkiwali 32 dymy (domostwa).
W latach 1975–1998 miejscowość administracyjnie należała do województwa leszczyńskiego.
Publikacja z 1964 roku podaje, że Sworowo jest jedną z miejscowości występowania grupy Hazaków.